# Таґамі

37°42′ пн. ш. 139°03′ сх. д. / 37.700° пн. ш. 139.050° сх. д.
Таґа́мі (яп. 田上町, たがみまち, МФА: [tagamʲi mat͡ɕi̥]) — містечко в Японії, в повіті Мінамі-Камбара префектури Ніїґата. Станом на 1 квітня 2009 площа містечка становила 31,77 км². Станом на 1 червня 2011 населення містечка становило 12 705 осіб.